# 動物管制官
動物管制官（英語：Animal control officer），是美國地方政府管制動物的官員，其工作範圍包括防止虐待動物、救援遇險動物等，這職位可納入公務員編制或以外包方式聘請，授權攜帶槍枝、手銬等警用配備。

## 職責與功能
動物管制服務單位可由地方政府成立別個部門，或者是透過委託方式，由人道、防止虐待動物的民間組織提供此種服務。動物管制官通常會與當地的警方、郊野及衛生部門合作，調查動物襲擊人類的個案，必要時有權將這些動物收容在收容所之中，隨後安排交還原主、領養、放生、保留為刑事偵察的證據或人道毀滅。2013年加利福尼亞州提交法案，建議將人道屠宰的安排更改為安樂死，該法案的反對者認為「安樂死」只應適用於瀕臨死亡（而需要藥物協助死亡）的動物；不該涵括所有收容所中的動物。

## 流行文化
動物管制官有着負面的標籤，不受歡迎的政客在美式口語中會被批評為「couldn't be elected dogcatcher」，意思是「連做捉狗員也不配」。